# Ливенуик
Ливенуик (англ. Levenwick) — деревня в южной части острова Мейнленд в архипелаге Шетландских островов.

## География
Расположена у юго-восточного берега острова Мейнленд на берегах бухты Ченнер-Уик.

## Экономика
Автодорога «A970» (Норт-Ро — Ливенуик — Боддам — аэропорт Самборо — Грутнесс) соединяет деревню с северной частью острова. Дорога «B9122» (Ливенуик — Бигтон — Боддам) ведёт на юг вдоль юго-западного берега.